# 千野晴己
千野 晴己（ちの はるき）は、東京都出身のディレクター、実業家。

## 経歴
埼玉県立浦和西高等学校卒、東京芸術大学美術学部卒。1999年TBS入社。
以前はTBS編成制作局所属。
「うたばん」「COUNT DOWN TV」など音楽番組や「中居正広の金曜日のスマたちへ」などバラエティー番組ディレクター。